# 俄羅斯時區
俄羅斯領土東西跨越經度約為171°21′，相當於約11.4個時區，俄羅斯目前使用從UTC+2到UTC+12的11個時區的標準時，俄羅斯時區數目也比世界上大部分国家都要多，但是少於法國的13個時區。

## 现行时区列表

2016年12月4日起，不包括实际军事占领的克里米亚等地区

|  | 名稱                 | 俄文縮寫 | 英文縮寫 | 時區   | 使用地區 |
|  | -------------------- | -------- | -------- | ------ | --- |
|  | 加里寧格勒時間       | МСК–1    | USZ1     | UTC+2  | 加里宁格勒州 |
|  | 莫斯科時間           | МСК      | MSK      | UTC+3  | 大部份的歐俄地區，含俄乌争议领土的克里米亚和顿巴斯                                                                                     |
|  | 薩馬拉時間           | МСК+1    | SAMT     | UTC+4  | 阿斯特拉罕州、萨马拉州、薩拉托夫州、乌德穆尔特共和国与烏里揚諾夫斯克州                                                                 |
|  | 葉卡捷琳堡時間       | МСК+2    | YEKT     | UTC+5  | 巴什科尔托斯坦共和国、车里雅宾斯克州、汉特-曼西自治区、库尔干州、奧倫堡州、彼爾姆邊疆區、斯維爾德洛夫斯克州、秋明州及亚马尔-涅涅茨自治区 |
|  | 鄂木斯克時間         | МСК+3    | OMST     | UTC+6  | 鄂木斯克州 |
|  | 克拉斯諾亞爾斯克時間 | МСК+4    | KRAT     | UTC+7  | 阿尔泰边疆区、阿尔泰共和国、科麦罗沃州、哈卡斯共和国、克拉斯諾亞爾斯克邊疆區、新西伯利亚州、图瓦共和国及托木斯克州                     |
|  | 伊爾庫茨克時間       | МСК+5    | IRKT     | UTC+8  | 布里亚特共和国及伊尔库茨克州 |
|  | 雅庫茨克時間         | МСК+6    | YAKT     | UTC+9  | 阿穆尔州、外貝加爾邊疆區及萨哈共和国西部                                                                                               |
|  | 符拉迪沃斯托克時間   | МСК+7    | VLAT     | UTC+10 | 犹太自治州、哈巴罗夫斯克边疆区、滨海边疆区、萨哈共和国中部                                                                             |
|  | 馬加丹時間           | МСК+8    | MAGT     | UTC+11 | 马加丹州、萨哈林州及萨哈共和国東部 |
|  | 堪察加时间           | МСК+9    | PETT     | UTC+12 | 楚科奇自治区及堪察加邊疆區 |

## 夏令時間
俄羅斯现在不实行夏令时间。俄罗斯曾经使用过数十年的夏令時間。目前俄羅斯全國於2014年10月26日凌晨開始，永久實施冬令時間
2011年3月27日，时任俄罗斯总统梅德韦杰夫下令，2012年起俄罗斯全国停止冬令時間。
俄羅斯政府在曾於2011年，以每年需要整調夏令及冬令時間，令民眾生理出現混亂為理由，決定取消冬令時間，全年都採用夏令時間。不過此做法遭到部分民众反对，尤其居住在北部的人，冬天要摸黑上班，於是政府重新檢討全國時制及時區政策。
總統普京2014年7月簽署法令，在2014年10月最後一個星期日凌晨開始，轉為永久採用冬令時制，全國會撥慢一小時。因此原本莫斯科時間為UTC+4將改為原本的UTC+3。法令同時規定，現時全國劃分成的9個時區，恢復到原來的11個時區。

## 蘇聯時代
蘇聯時期，楚科奇自治區的一部份被劃為阿納德爾時區。歐俄地區、加里寧格勒州、波羅的海三國、白俄羅斯、摩爾達維亞和烏克蘭屬同一時區。基洛夫州、烏德穆爾特、伏爾加河下游、外高加索地區為同一時區。中亞方面，哈薩克斯坦西部、烏茲別克斯坦西部和土庫曼斯坦全部與烏拉爾地區屬同一時區，而哈烏東部、吉爾吉斯斯坦、塔吉克斯坦與鄂木斯克州為同一時區。目前使用鄂木斯克時區的其他地區皆屬克拉斯諾亞爾斯克時區。

## 外部連結
- 俄羅斯的時間 （页面存档备份，存于）

1. ↑  萧雅文. . 凤凰网. 2015-03-17  [2024-08-22]. （原始内容存档于2025-02-24）.
2. ↑  . Telagram. 2022-03-27. （原始内容存档于2022-07-17） （俄语）.